# Fessle mich!
Fessle mich! ist ein Film des spanischen Regisseurs Pedro Almodóvar aus dem Jahr 1990. Für Antonio Banderas bedeutete die männliche Hauptrolle des Ricky, der eine Frau kidnappt in der Erwartung, sie werde seine Liebe erwidern, den entscheidenden Schub für seine Karriere als Hollywood-Schauspieler. Victoria Abril, sein weibliches Pendant, trat erstmals bei Almodóvar in einer Hauptrolle auf und löste damit dessen langjährige Lieblingsschauspielerin Carmen Maura ab.
Fessle mich! wurde zunächst nur in Almodóvars Heimat positiv aufgenommen und als ein Kunstwerk in der für den Regisseur „typischen Mischung aus Komödie und Melodram“ rezipiert. Außerhalb von Spanien war die Reaktion bei Publikum und Kritik zurückhaltender. In den USA, wo der Film durch ein X-Rating als pornografisch galt, führte die juristische Klage gegen diese Einstufung zwar nicht zum Erfolg, trug aber letztlich mit dazu bei, dass das Rating insgesamt reformiert wurde.

## Handlung
Ricky wird 23-jährig aus einer geschlossenen psychiatrischen Anstalt rechtskräftig entlassen. Auf die Frage der Direktorin, was er zu tun gedenke, entgegnet er zielbewusst: „Arbeiten und eine Familie gründen – wie jeder normale Mensch.“ Sie hat Grund, an seinem Plan und seinem Selbstbild zu zweifeln; zwar schätzt sie ihn als geschickten Handwerker, talentierten Maler und nicht zuletzt als Liebhaber; was ihr ernsthaft Sorge bereitet, ist sein fehlendes Unrechtsbewusstsein. Eins allerdings bleibt ihr verborgen: Ricky weiß nicht nur genau, was er will, sondern auch wen. Sie heißt Marina. Ein Jahr zuvor hat er sie, bei einem seiner Ausbrüche, in einem One-Night-Stand kennengelernt und ist seitdem fest entschlossen, sie zur Geliebten, Frau und Mutter seiner Kinder zu machen. Durch einen Zeitungsartikel kommt er ihr schnell auf die Spur. Marina, eine Ex-Pornodarstellerin und Drogensüchtige auf Entzug, spielt die Hauptrolle in dem B-Movie Das Grauen kam um Mitternacht. Ricky schleicht sich in die Studioräume ein und passt einen Moment ab, um sie auf sich aufmerksam zu machen, was jedoch misslingt. Ein mögliches Kidnapping hat er schon vorher in Betracht gezogen und dafür aus der Garderobe einiges entwendet, unter anderem Handschellen, Marinas Adresse und sogar ihre Wohnungsschlüssel. Nun folgt er ihr und dringt in ihre Wohnung ein. Da sie sich wehrt und schreit, schlägt er sie kurzerhand nieder und hält sie ab sofort gefangen – im ebenso naiven wie sicheren Glauben, die Zeit werde für ihn arbeiten.
Seinen Plan, den er ihr genau so naiv vorträgt, nimmt Marina nicht ernst. Erste Versuche von ihr, sich zu befreien, wehrt Ricky ohne große Mühe ab. Ihre immer stärker werdenden Zahnschmerzen zwingen ihn jedoch dazu, das Haus zu verlassen: erst in ihrer Begleitung zu einer mit ihr befreundeten Ärztin, dann allein, um die Medikamente auf dem Schwarzmarkt zu besorgen (normale Schmerzmittel wirken bei ihr, als Ex-Junkie, nicht). Vorher fesselt er sie zum ersten Mal ans Bett und klebt ihren Mund mit Heftpflaster zu. Statt die Dealerin zu bezahlen, nimmt er ihr die Ware gewaltsam ab. Das rächt sich in der Folgenacht, als er Marina Drogen beschaffen will; die Dealerin trifft ihn zufällig wieder und schlägt ihn mit Hilfe von zwei Kumpanen bewusstlos. Marina, die sich in seiner Abwesenheit zwar der Fesseln entledigt, aber nur halbherzig aus der Wohnung zu befreien versucht hat, kümmert sich um den verletzt zurückkehrenden Ricky. Ihr Mitleid schlägt um in Begehren; sie schläft mit ihm und erinnert sich nun auch ihrerseits an ihre Erstbegegnung ein Jahr zuvor. Deren zentrale Bedeutung für sein Leben macht Ricky ihr am Morgen danach noch einmal mit einer gezeichneten Biografie klar. Sie erfährt, dass er mit 3 ins Waisenhaus kam, mit 8 ins Erziehungsheim und mit 16 in die Psychiatrie.
Der zum Happyend führende Showdown beginnt schließlich mit der drohenden Entdeckung beider. Um diese zu verhindern, hat Ricky sich mit Marina in der gegenüberliegenden Wohnung einquartiert, die einem verreisten Nachbarn gehört. Marinas Schwester Lola, die ebenfalls als promiskuitiver Single lebt, ihre Tochter von der Mutter auf dem Land großziehen lässt und als Produktionsleiterin in Marinas Film arbeitet, hat den Auftrag, sich während seiner Abwesenheit um die Pflanzen zu kümmern. Ricky verhindert zunächst, dass sie die beiden bemerkt, und verlässt nach ihrem Weggang ebenfalls die Wohnung, um ein Fluchtauto zu besorgen. Währenddessen kehrt Lola jedoch noch einmal zurück, entdeckt jetzt fremde Spuren und schließlich auch Marina. Diese steckt sichtlich im Zwiespalt: Obwohl erstmals ohne Mundpflaster, hat sie nicht gerufen, gesteht sogar, dass sie ihren Kidnapper „haben“ will, wehrt sich aber auch nicht wirklich dagegen, von ihrer Schwester aus der Wohnung geführt zu werden. Erst danach gelingt es ihr, Lola – und nicht zuletzt sich selbst – begreiflich zu machen, dass es ihr ernst ist. Da sie weiß, dass Ricky vorhatte, als Nächstes noch einmal seinen Geburtsort aufzusuchen, fahren sie dorthin, wo sie ihn, in den Ruinen des verlassenen Dorfes, tatsächlich vorfinden. Von da aus fahren die drei, singend und sichtlich beglückt, weiter zur Familie der beiden Schwestern.

## Casting

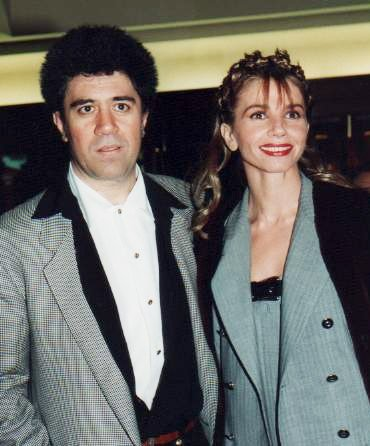
Pedro Almodóvar, Victoria Abril...

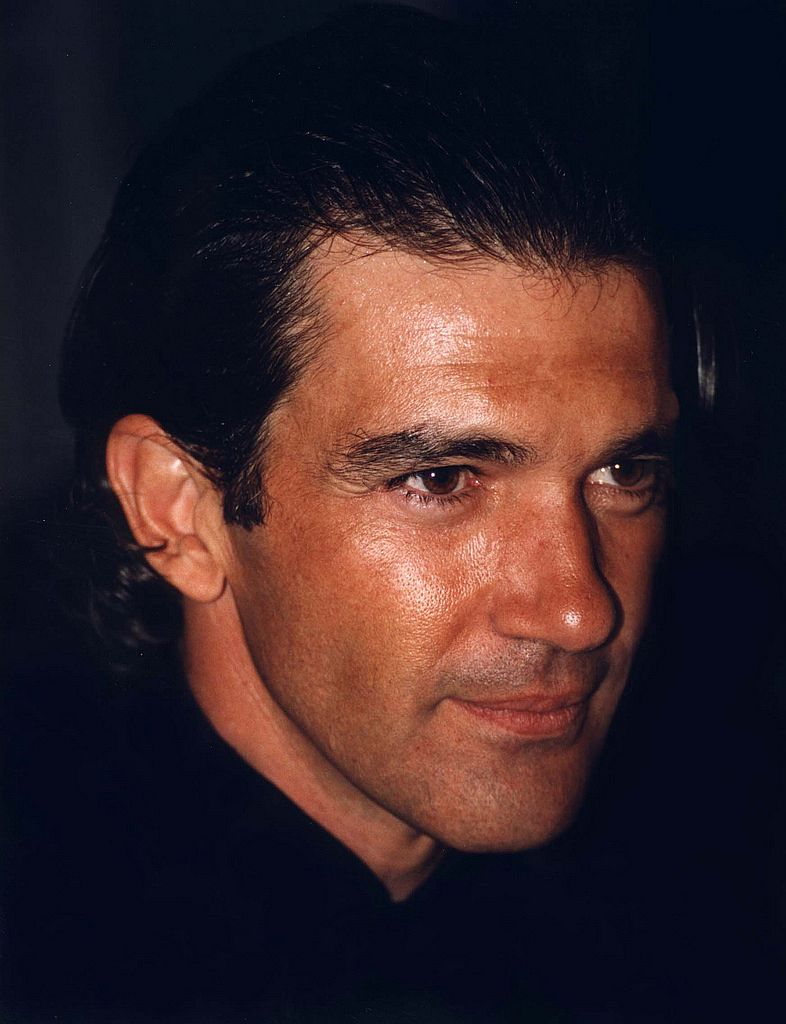
...und Antonio Banderas in den 1990er Jahren

Mit Victoria Abril in der Rolle der Marina entschied sich Almodóvar für eine Schauspielerin, die deutlich jünger war als die inzwischen 44-jährige Carmen Maura, seine erklärte Muse und Hauptdarstellerin der meisten seiner vorangegangenen Filme. Fessle mich! markierte daher seinen Bruch mit ihr, der auf Grund privater Implikationen erst viele Jahre später heilte, und leitete zugleich eine Phase der fruchtbaren Zusammenarbeit mit Victoria Abril ein, die sich als knapp 30-Jährige im Filmgeschäft bereits etabliert hatte, nicht zuletzt auch durch die Verkörperung „starker“ Frauenfiguren. Für Antonio Banderas, Darsteller des Ricky, bedeutete die fünfte Rolle in einem Almodóvar-Film den Durchbruch in seiner Karriere als Hollywood-Schauspieler. In der Rolle von Marinas Mutter sieht man Almodóvars eigene Mutter, Francisca Caballero.

## Rezeption
Bei seiner internationalen Premiere auf der Berlinale 1990 wurde Fessle mich! lautstark ausgebuht. Er erhielt keinen der Preise, wurde jedoch von den Kommentatoren, die mit der Qualität der gezeigten europäischen Filme insgesamt unzufrieden waren, als eine von zwei Ausnahmen erwähnt.  Manfred Riepe zitiert mehrere kritische Stimmen und bringt sie in Zusammenhang damit, dass Almodóvar die Erwartung auf einen weiteren Film mit „starken“ Frauen vordergründig enttäuscht habe. So schrieb die Tageszeitung: „Pedro Almodóvar, der Regisseur von Frauen am Rande des Nervenzusammenbruchs, entpuppt sich in Fessle mich! leider doch als Macho.“ Das katholische Lexikon des internationalen Films hielt fest: „Der Film […] ist […] im Kern nicht mehr als eine zynische Love-Story, die unreflektiert Gewalt als Quelle sexueller Lust propagiert.“ Analog dazu der Kommentar von Almodóvar selbst: „Viele waren gegen den Film, weil sie meine Geschichte für sadomasochistisch hielten, was sie gerade nicht ist.“ Gwyne Edwards meint, Almodóvars Filme seien in Deutschland generell auf wenig Verständnis gestoßen.
In seiner spanischen Heimat wurde Fessle mich! von Publikum und Kritik positiv aufgenommen. In den Kinos avancierte er 1990 zum erfolgreichsten einheimischen Film des Jahres. Mit mehr als einer Million Zuschauern hatte er doppelt so viele wie Carlos Sauras Ay Carmela!, in dem Carmen Maura, von der Almodóvar sich gerade getrennt hatte, die Hauptrolle spielte und den die spanischen Kritiker 1990 als den besten Film aus einheimischer Produktion ansahen. Doch auch Almodóvar erhielt von ihnen Zustimmung – „erstmals“, wie Manfred Riepe meint, und mit dem „übereinstimmenden“ Urteil, Fessle mich! sei eine „zärtliche Liebesgeschichte“.
In den USA, wo der Film an den Kinokassen ein respektables Ergebnis einspielte, stießen seine explizit sexuellen und andere als anstößig empfundene Szenen auf Widerspruch und führten zu einer kontroversen Auseinandersetzung, die auch die Gerichte beschäftigte und letztlich mit zu einer generellen Änderung des Ratings beitrug.

### Kontroverse in den USA
MPAA, in den USA zuständig für die Einstufung der Filme, hatte sich bei Fessle mich! für ein X-Rating entschieden, was in der Regel für harte Pornografie reserviert war. Ein solches Label schränkte die Verbreitung eines Films ein und reduzierte seine Erfolgsaussichten in den Kinos. Miramax, die nordamerikanische Verleihfirma für Fessle mich!, ging gegen das X-Rating gerichtlich vor. Im Prozess führte das zu einer Grundsatzdebatte über Kino, Zensur und Sexualität in den USA. Eins der Argumente, das von Miramax' Seite vorgetragen wurde, war, dass man schwere Gewalt und Drogenkonsum in Filmen eher nachsichtig beurteile, Sex hingegen allgemein streng.
Miramax verlor zwar den Prozess, doch die Tatsache, dass es auch in zahlreichen anderen Fällen Beschwerden gegen das X-Rating diverser Filme gab, veranlasste MPAA, dieses ganz fallen zu lassen und stattdessen ein NC-17-Rating einzuführen. Henry & June war dann im September 1990 der erste Film, der mit diesem neuen Label veröffentlicht wurde. Fessle mich! erschien ohne ein Rating.

## Analyse

### Bezüge
Einige formale Parallelen zwischen Ricky und dem Monster aus dem B-Movie, bei dessen Dreharbeiten er Marina aufspürt, erhellen den Bezugsrahmen, in dem Fessle mich! sich bewegt. Die Perücke mit den schulterlangen schwarzen Haaren beispielsweise, die Ricky aus der Garderobe entwendet, lässt ihn selbst wie ein Monster aussehen, als er Marina in den Studioräumen nachstellt. Die Worte, mit denen das Monster Marina lockt: „Ich komme […] um dich von hier fortzutragen […] an einen Ort ohne Angst, wo wir beide glücklich sein werden“, spiegeln seine eigene naive Sicht auf sein Vorhaben. Und schließlich dringt er, wie das Monster, zur Geisterstunde gewaltsam bei Marina ein.
Beispiele für literarische und filmische Werke, die den Bezugsrahmen für Fessle mich! bilden, sind  Das Phantom der Oper, King Kong, Tarzan, der Affenmensch und – allen voran – Die Schöne und das Biest, von dem allein schon der Titel tragende Gemeinsamkeiten enthält. Erwähnenswert ist auch der Anklang an ein Hauptwerk der spanischen Literatur, Calderóns Das Leben ist ein Traum, worin die rohe Gewalt des nach 20-jähriger unschuldiger Haft in die Wirklichkeit entlassenen Protagonisten von weiblicher Schönheit gezähmt wird.
In William Wylers Thriller Der Fänger vermutete man, auf Grund der Ähnlichkeit der Entführung, eine direkte Inspirationsquelle für Fessle mich! Auch dort kommt ein „Verrückter“ auf die Idee, die Liebe einer Frau, auf die er fixiert ist, erzwingen zu wollen, indem er sie kidnappt, und begründet die gewaltsame Verwahrung damit, dass er ihr Zeit geben wolle, ihn kennen und lieben zu lernen. Nach dem Einfluss des Films befragt, ließ Almodóvar offen, wie stark dieser gewesen sei, und verwies auf ein anderes Werk Wylers, An einem Tag wie jeder andere, worin eine ganze Familie in Geiselhaft genommen wird.

### Titel
Marinas Aufforderung „Fessle mich!“, der der Film seinen Titel verdankt (auch im spanischen Original), gehört in eine der letzten Szenen: unmittelbar nach dem unerwarteten Auftauchen ihrer Schwester Lola. Zu dem Zeitpunkt bewegt sich Marina in der Wohnung so frei wie Ricky, sind beide im Grunde ein Paar und der gemeinsame Aufbruch für den nächsten Tag ist beschlossene Sache; die neue Situation, auch darüber sind sie schnell einig, macht ihn sofort nötig; der Schock hinterlässt aber doch einen Rest an Irritation, bei beiden. Daher Rickys Frage, ob sie weglaufen werde, während er ein Fluchtauto knackt, daher ihre Bitte: „Fessle mich!“ Dennoch lässt der Film keinen Zweifel daran, dass Marina, wäre sie nicht von Lola entdeckt worden, auf Ricky gewartet hätte, auch ohne Fesseln, die er ohnehin nur noch symbolisch angelegt hatte. Ebenso klar ist die filmische Aussage vorher: Zu keinem Zeitpunkt ist bei ihr von einem Wunsch, gefesselt zu werden, etwas zu spüren; auch gibt es keinen Zusammenhang zwischen Fesseln und Erotik. Marinas Bitte bezeichnet also nichts, was ihr wesenseigen wäre. Sie ist eine Momentaufnahme, geäußert in einem Augenblick, in dem Fesseln gar nicht mehr nötig sind, eine Geste, die klarer als alles andere auszudrücken vermag, dass sie sich zu ihm bekennt. Den Beweis der „größten Intensität von Liebe“ sah ein spanischer Kritiker in dieser Szene und folgte, wie andere seiner Kollegen auch, dem Urteil Almodóvars, dass sie die beste des Films sei.
In der englischsprachigen Fassung entschied man sich für den Titel Tie me up!, Tie me down!, sinngemäß: „Fessle mich!, Binde mich!“ Letzteres lässt, ähnlich wie im Deutschen, an einen Bindungswunsch im übertragenen Sinne denken, im Grunde also die Ehe. Für Ricky ist das klar, von Anfang an, für Marina nicht. Einen Hinweis jedoch gibt der Film, dass auch in ihr latent ein solcher Wunsch vorhanden ist, schon vor der Begegnung mit ihm. Das zeigt Manfred Riepes Deutung der (von anderen Kritikern als „zusammenhanglos“ beurteilten) Szene, in der sie sich in der Badewanne von einem batteriebetriebenen Playmobil-Taucher sexuell stimulieren lässt. Sie endet nämlich damit, dass Marina sich das Spielzeug liebevoll zwischen die Brüste legt – eine Geste, die im Freudschen Sinne Ausdruck ihres unbewussten Kinderwunsches ist, so Riepe.
Die titelgebenden „Fesseln“ spielen auch, im ursprünglichen wie im übertragenen Sinne, eine wichtige Rolle im Zusammenhang mit dem B-Movie. Für den Regisseur sind es metaphorische: Er ist von Marinas Reizen ebenso „gefesselt“ wie Ricky, was ihn umso mehr peinigt, da er nach einem Schlaganfall zugleich an einen Rollstuhl „gefesselt“ ist. Für den Film selbst sind es zunächst eher handgreifliche: Das Monster, das um Mitternacht gekommen ist, um sie zu holen, wehrt Marina ab, indem sie ihm ein zur Lassoschlinge geknüpftes Telefonkabel um den Hals wirft, sich mit dem Seil in Händen kopfüber über die Balkonbrüstung stürzt und das Monster so durch ihr Körpergewicht erdrosselt. Die nachfolgende Filmeinstellung macht freilich deutlich, dass sie sich mit ihrer – grotesk überzeichneten – Rettungsaktion nicht ganz befreit: Im peitschenden Regen dramatisch am schwingenden Seil hängend, bleibt sie so auch selbst „gefesselt“.

### Hauptfiguren
Erhellend ist im Vergleich zwischen Fessle mich! und Wylers Der Fänger in jedem Fall der Blick auf die Unterschiede; besonders ertragreich ist das in Manfred Riepes Analyse hinsichtlich der männlichen Protagonisten. Bei dem völlig mittellosen Ricky stellt er keinen Widerspruch fest zwischen dem, was er gegenüber der gekidnappten Frau als Absicht bekundet, und dem, was er tatsächlich will. Anders sein Pendant Freddie, Hobby-Schmetterlingssammler und kleiner Bankangestellter, der durch einen Totogewinn zu Vermögen gekommen ist. Er erweist sich als im Grunde liebesunfähig; körperliche Nähe, gar Sex machen ihm Angst, er will weder die Ehe noch Kinder. Nur folgerichtig, dass sein Kidnapping eskaliert; er wird schwer verletzt, seine Geisel stirbt. Vom Naturell her ist Freddie ein menschenscheuer Einzelgänger, melancholisch und verklemmt; er ist gefährlich gerade wegen seiner Schwäche und nur scheinbar „normal“. Ricky hingegen ist im Grunde wirklich „normal“. Er ist nicht ungefährlich, doch leichter zu berechnen und zu lenken; er ist impulsiv, vital und naiv, wozu auch gehört, dass er sich seines „erotischen Naturtalents“ mit kindlichem Stolz brüstet. – Riepe resümiert: Wyler habe einen „authentischen“ Psychopathen gezeichnet, Almodóvar hingegen eine für ihn typische Kunstfigur. – Almodóvar selbst beschreibt Ricky so: „Wenn man nichts hat, wie mein Protagonist, muss man alles erzwingen. Auch die Liebe. Ricky hat nur (wie die Flamenco-Sänger sagen) die Nacht, den Tag und die Vitalität eines Tieres.“ Rossy de Palma, die in Fessle mich! die Drogendealerin spielt, schließt Marina in eine ähnlich klingende Einschätzung mit ein, wenn sie meint, dass das im Film gezeigte Kidnapping nur gerechtfertigt sei durch die „außergewöhnliche Natur der Charaktere“.
Marina, die Protagonistin, ist ihrem männlichen Pendant Ricky in Vielem ähnlich, vor allem im Temperament. Was sie ihm voraushat, folgt aus ihren bis dahin völlig unterschiedlichen Biografien: Sie hat feste soziale Wurzeln, insbesondere in ihrer Familie. Ihre Pornofilmkarriere und ihr Drogenkonsum erscheinen eher wie Verirrungen von jemand, der Lebenserfahrung sucht und, nachdem er genügend erworben hat, sich aus ihnen zu lösen vermag. In einer kurzen Szene sieht man, dass sie etwas von Pferden versteht; sie hat auch im Zirkus gearbeitet. Dass sie sich gegen Rickys Gewaltakt entschieden wehrt, steht außer Frage. Inwieweit bei ihrem Gefühlswandel das Stockholm-Syndrom eine Rolle spielt, ist ungewiss. Unzweifelhaft ist wiederum, dass der Impuls zum Liebesakt von ihr ausgeht und keiner Berechnung entspringt – so wie auch keinerlei Zwangslage vorliegt, als sie, dem Kidnapping entkommen, Ricky aus freien Stücken folgt. Dass wirklich sie es ist, die „folgt“, ist aber nur dem Anschein nach richtig. Eher ist es so, dass er „folgt“ – ihr oder „ihnen“. Das Schlussbild zeigt ihn in doppelter weiblicher Begleitung (Marina und Schwester Lola), unterwegs an einen Ort, wo sie sich noch einmal verdoppelt (deren Mutter und Lolas Tochter). Es ist nicht auszuschließen, dass er gleich mehrfach „unter den Pantoffel“ gerät. Ricky ist also durchaus nicht der „Macho“, der er anfangs zu sein scheint, ebenso wenig wie Marina eine „schwache“ Frau verkörpert.

### Genre
Die Dreharbeiten zum B-Movie Das Grauen kam um Mitternacht geben auch einen Fingerzeig zur Erschließung des Genres von Fessle mich! Am Schneidetisch sitzend, stellt die Assistentin fest, es sei mehr ein Liebes- als ein Horrorfilm geworden. Darauf erwidert der Regisseur, manchmal könne man das eben nicht auseinanderhalten. Was die Assistentin über den Film-im-Film bemerkt, unterscheidet sich nicht so sehr von dem, was Almodóvar selbst über seinen Film im Ganzen sagt: Er meint, er sei „fast ein romantisches Märchen“ und „im Grunde eine Liebesgeschichte“.
Dass Fessle mich! auch dem Horrorgenre verpflichtet ist, verleugnet er nicht. Die Filmzitate (Invasion der Körperfresser auf einem Plakat, Die Nacht der lebenden Toten als Anfangssequenz im Fernsehen) werden allerdings eher beiläufig eingestreut, und der als „augenzwinkernde Hommage an den spanischen B-Horror-Film im Stil von Jess Franco“ angelegte Film-im-Film wirkt so künstlich und überzeichnet auf den Betrachter, dass er statt Grusel eher komische Effekte erzeugt; Distanz schafft außerdem, dass man die gedrehte Szene als etwas Gemachtes erlebt, nicht als unreflektierte Fiktion. Die Momente, die am ehesten an ein Horrorszenario denken lassen, ereignen sich in der Realhandlung, unmittelbar nach den Szenen im Filmstudio. Es ist der Beginn von Rickys Kidnapping: die Gewaltsamkeit seines Eindringens in die Wohnung, die Rücksichtslosigkeit, mit der er Marinas Widerstand ausschaltet, die Ernsthaftigkeit seiner Drohung, er werde sie und sich selbst mit dem Messer töten, wenn sie nicht tue, was er wolle. Das wirkt in der Tat beängstigend, nicht nur auf Marina; hier könnte die Komödie kippen.
In der Gesamtschau erweist sich die witzige Replik des Regisseurs als Aussage mit Bezugscharakter: Liebe und Gewalt kann man tatsächlich „manchmal nicht auseinanderhalten“, wenn man Rickys Perspektive einnimmt. Ein Stückweit differenzieren kann er aber doch. Gewalt ist für ihn kein Mittel, um den erwünschten Liebesakt herbeiführen; sie ist auch keine Begleiterscheinung, als er ihn ausübt (die ausgedehnte Szene, die ihn schließlich zeigt, wurde von der Kritik als „authentisch“ gelobt; der Regisseur Elia Kazan bezeichnete sie gar als die beste Sexszene, die er gesehen habe). Was Ricky hingegen völlig legitim und natürlich erscheint, ist der Gewaltakt der Freiheitsberaubung. Überzeugt davon, dass der Zweck ein guter ist und eintreten wird, „heiligt“ das für ihn die schlechten Mittel.
In der Darstellung des spannungsvollen Gegensatzes zwischen dem „objektiv Falschen“ und dem „subjektiv Richtigen“ sieht Manfred Riepe in Fessle mich! eins der Grundprinzipien der Komödie verwirklicht – eine Technik, die Almodóvar hier virtuos handhabe. Am Beispiel der Szene, in der Ricky mit Marina ihre Arzt-Freundin aufsucht, zeigt Riepe, dass nicht nur der naive Protagonist das „Falsche“ als „richtig“ ansieht, sondern mitunter auch unwissende Dritte: Die nonverbalen Zeichen, die Ricky sendet, um als liebenswürdiger junger Mann zu erscheinen, seien so wirkungsvoll, dass sie nicht einmal Verdacht schöpft, als er (den Eindruck verstärkend) kurz den Raum verlässt, um nebenan nach den schreienden Babys zu schauen, und Marina für einen Moment die Chance hat, sogar verbal das „Richtige“ zu signalisieren – vergeblich. Der „Witz“ in Fessle mich!, so Riepe weiter, bestehe darin, dass das Bild, das Ricky und Marina vermitteln, nicht nur normal aussehe, sondern am Ende auch normal ist. Während in Wylers Der Fänger „kein Richtiges im Falschen“ entstehen könne, sei in der Komödie das Falsche eine Maske, hinter der sich das Richtige verberge.
Zur „komischen Figur“ werde Ricky dadurch, dass er wie eine Marionette in das kausale Band verstrickt ist, das er selbst geknüpft hat. So wie er – die Babys auf dem Arm – als der gute Vater erscheinen möchte, der er versprochen hat zu sein, so ist er auch in anderer Hinsicht permanent damit beschäftigt, für Marina zu sorgen, schwirrt wie ein Satellit um sie und wird mehr und mehr selbst zum „Gefangenen“, weil sie ihn (und er sich selbst) bei dem Wort nimmt, das er am Anfang gegeben hat. So wie die Erzählperspektive sich allmählich von ihm zu ihr verschiebt, wird aus der anfangs männlichen Dominanz sukzessive eine weibliche. Der Schluss lässt sich daher auch so deuten, dass im Grunde nicht er seine Frau, sondern sie ihren Mann gefunden hat – so das „ironisch verdrehte“ Happyend eines Films, der laut Riepe eine für Almodóvar „typische Mischung aus Komödie und Melodram“ ist, bei der die Grenzen der beiden Genres ineinander fließen.

## Adaptionen
- Die Bühnenbearbeitung von Volker Maria Engel kam in der Inszenierung von Tobias Materna am 8. März 2002 in Bonn-Beuel zur Uraufführung.

## Auszeichnungen
- 1991:
  - Filmfestival von Cartagena (Kolumbien), Goldene India Catalina als Bester Schauspieler für Antonio Banderas
  - Fotogramas de Plata
    - Auszeichnung als Bester spanischer Film

  - Sant Jordi Awards, Publikumspreis  als Bester spanischer Film